# Plymouth (Michigan)
Plymouth ist eine Stadt im Wayne County im US-Bundesstaat Michigan. Das U.S. Census Bureau hat bei der Volkszählung 2020 eine Einwohnerzahl von 9.370 ermittelt. Die Stadt liegt in der Gemeinde Plymouth, ist jedoch politisch unabhängig. Der nördliche Teil der Stadt wurde über dem Ort erbaut, wo die Geisterstadt Phoenix einst war, und der nahegelegene See wird immer noch Phoenix Lake genannt.

## Geographie
Gemäß dem United States Census Bureau beträgt die Fläche der Stadt 2,2 Quadratmeilen (5,8 km²), von dem 2,2 Quadratmeilen (5,8 km²) Land und 0,45 % Wasser sind. Die Stadt liegt 42,3 km westlich von Detroit.

## Wirtschaft
Der Autozulieferer Robert Bosch hat in Plymouth im Jahr 2007 ein Entwicklungszentrum errichtet, das 2016 auf eine Kapazität von 1'400 Mitarbeitern ausgebaut wurde. Dieses fokussiert sich auf Fahrerassistenz- und Sicherheitssysteme in der Automobilelektronik.

## Persönlichkeiten
- Russell Kirk (1918–1994), politischer Theoretiker, Historiker, Sozialkritiker, Moralist, Literaturkritiker und Autor
- Kerry Zavagnin (* 1974), Fußballspieler
- Joshua Gatt (* 1991), Fußballspieler
- Zach Osburn (* 1997), Eishockeyspieler
- Aidan Hutchinson (* 2000), American-Football-Spieler